# Norman Norell
Norman Norell (eigentlich Norman David Levinson; * 20. April 1900 in Noblesville, Indiana; † 25. Oktober 1972 in New York) war ein US-amerikanischer Modedesigner und Kostümbildner.

## Früheres Leben und Ausbildung
Norman war der Sohn eines Kurzwarenhändlers, während des Ersten Weltkrieges war er auf einer Militärakademie. Doch schon bald erkannte er sein künstlerisches Talent und studierte Modedesign am New Yorker Pratt Institute. Nachdem er auf der Parsons School of Design angenommen worden war, änderte Norman David Levinson seinen Namen in Norman Norell.

## Kostümbildner und Designer
Anfang der 1920er Jahre arbeitete er als Kostümentwerfer für die Abteilung Astoria Studio von Paramount Pictures, dort entwarf er Kleidung für Gloria Swanson und andere Stummfilmstars. Zwischen 1924 und 1928 war er als Kostümbildner für den Broadway, sowie für Brooks Costume Company und für den Kostümgroßhändler Charles Armour tätig. Im Jahre 1928 arbeitete er bei Hattie Carnegie, in den nächsten zwölf Jahren sammelte Norman Norell unschätzbare Erfahrungen. In der Zeit entwarf er für Gertrude Lawrence deren Garderobe und die Kostüme, darunter auch für das Theaterstück „Lady in the Dark“.

## Lehrer und Unternehmer
Ab 1943 unterrichtete Norman Norell an der Parsons The New School for Design, wo er zwanzig Jahren zuvor selber Kursteilnehmer war. Zusammen mit Anthony Traina gründeten sie das Modelabel Traina-Norell. Norell wurde durch seine einfachen und doch eleganten Wollkleider mit einem hohen runden Ausschnitt bekannt. Seine Designs können in Filmen gesehen werden, unter anderem „Getrennte Betten“ (Originaltitel: The Wheeler Dealers, 1963) mit Lee Remick und „Ein Hauch von Nerz“ (Originaltitel: That Touch of Mink, 1962) mit Doris Day. Einige seiner Cocktailkleider sind im Metropolitan Museum of Art in New York zu sehen.
Norman Norell starb am 25. Oktober 1972 in seiner New Yorker Wohnung an Herzinfarkt und wurde auf dem Friedhof Crownland in Noblesville bestattet.